# Enrique Nalda
Enrique Nalda Hernández est un archéologue mésoaméricaniste né à Logroño (Espagne) le 14 août 1936 et mort le 14 avril 2010 à Mexico des suites d'un cancer du poumon. Docteur en anthropologie au sein de l'UNAM, chercheur au bureau d'études archéologiques (Dirección de Estudios Arqueológicos) de l'INAH, il a également été le directeur du projet Dzibanché-Kohunlich. Cet éminent mayaniste (expert de la culture maya) a étudié pendant plus de 25 ans les vestiges de cette civilisation dans le Quintana Roo (Mexique).

## Biographie
Enrique Nalda a commencé sa carrière en archéologie après avoir mené une carrière d'ingénieur. Il est né à Logroño, en Espagne, où il a vécu avec sa sœur et sa grand-mère. Après la Seconde Guerre mondiale et la mort de sa mère, les trois sont arrivés à Mexico où son père a été exilé à cause des persécutions franquistes pendant la guerre d'Espagne.
Nalda a étudié[Quand ?] à l'École nationale d'anthropologie et d'histoire (ENAH). Il y est devenu professeur en archéologie et créateur du département de recherche archéologique (Departamento de Investigaciones Arqueológicas) au sein de cette institution.
Il a participé[Quand ?] avec Javier López Camacho à la création d'un projet d'Atlas archéologique national, qui lui a permis de réaliser, dans le nord-est du Morelos, un inventaire de sites préhistoriques grâce à l'utilisation de photos aériennes.
En 1986, il s'est chargé de la coordination nationale des différents centres de l'INAH et il a également été un membre fondateur du journal La Jornada.
En 1987, il commence des fouilles sur le site de Dzibanché, découvert par Thomas Gann en 1927, et consacre plusieurs années de travail à la restauration de ce site archéologique permettant finalement son ouverture au public à partir de 1992. Parallèlement à la gestion de ce site Enrique Nalda se consacre à un autre projet archéologique en fouillant le site de Kohunlich.
Ensuite, en 1988, face à l'énorme complexité de la région et son importance politique et économique tout au long de son histoire, Enrique Nalda concentre ses recherches jusqu'en 2009 sur une grande partie de la péninsule du Yucatán, présentant des hypothèses importantes dans son travail sur le vaste site d'Ichkabal.
L'archéologue Salvador Guilliem Arroyo présente Enrique Nalda comme « l'un des savants les plus éminents sur la culture maya ». De même l'archéologue et chercheur Maria Jose Uribe, directeur des projets archéologiques Coba et Xcaret, déclare qu'Enrique Nalda est « un brillant théoricien, mais controversé, ayant une grande capacité d'analyse et de compréhension sur les civilisations anciennes ».